# Pfarrkirchen im Mühlkreis
Pfarrkirchen im Mühlkreis è un comune austriaco di 1 488 abitanti nel distretto di Rohrbach, in Alta Austria.